# Андриано
Андриа̀но (на италиански: Andriano; на немски: Andrian, Андриан) е село и община в Северна Италия, автономна провинция Южен Тирол, автономен регион Трентино-Южен Тирол. Разположено е на 274 m надморска височина. Населението на общината е 1035 души (към 2010 г.).

## Език
Официални общински езици са и италианският и немският. Най-голямата част от населението говори немски. В общината се говори и други романски език, ладинският.
| %     | Роден език      |
| 9,53  | Италиански език |
| 89,96 | Немски език     |
| 0,51  | Ладински език   |